# Grenier d'abondance
Pour les articles homonymes, voir Abondance.
Le grenier d'abondance est un ancien grenier à grains de la ville de Lyon (1er arrondissement), dans le département français du Rhône, région Rhône-Alpes.
Achevé de construire en 1728 pour stocker les grains en prévention des famines, une partie en est rapidement louée à des marchands de grains puis une autre partie utilisée aussi comme salle d'armes puis arsenal. Vers 1775 le stockage des blés est abandonné et le bâtiment devient magasin d'artillerie, arsenal, puis caserne jusqu'en 1987. Depuis 1993 il est le siège de la Direction régionale des Affaires culturelles d'Auvergne-Rhône-Alpes et abrite le département danse du Conservatoire national supérieur de musique et de danse de Lyon, installé en vis-à-vis de l'autre côté de la Saône.
Le bâtiment est inscrit à l'inventaire supplémentaire des monuments historiques en 1987) ; sa façade ouest (côté Saône) et son escalier principal sont classés monuments historiques en 1990. Il fait partie du périmètre UNESCO (patrimoine mondial).

## Situation
Le grenier d'abondance se trouve dans le nord-ouest de la ville de Lyon au no 6 quai Saint-Vincent, 
en rive gauche (côté nord-est) de la Saône, presque en face du pont Kœnig.

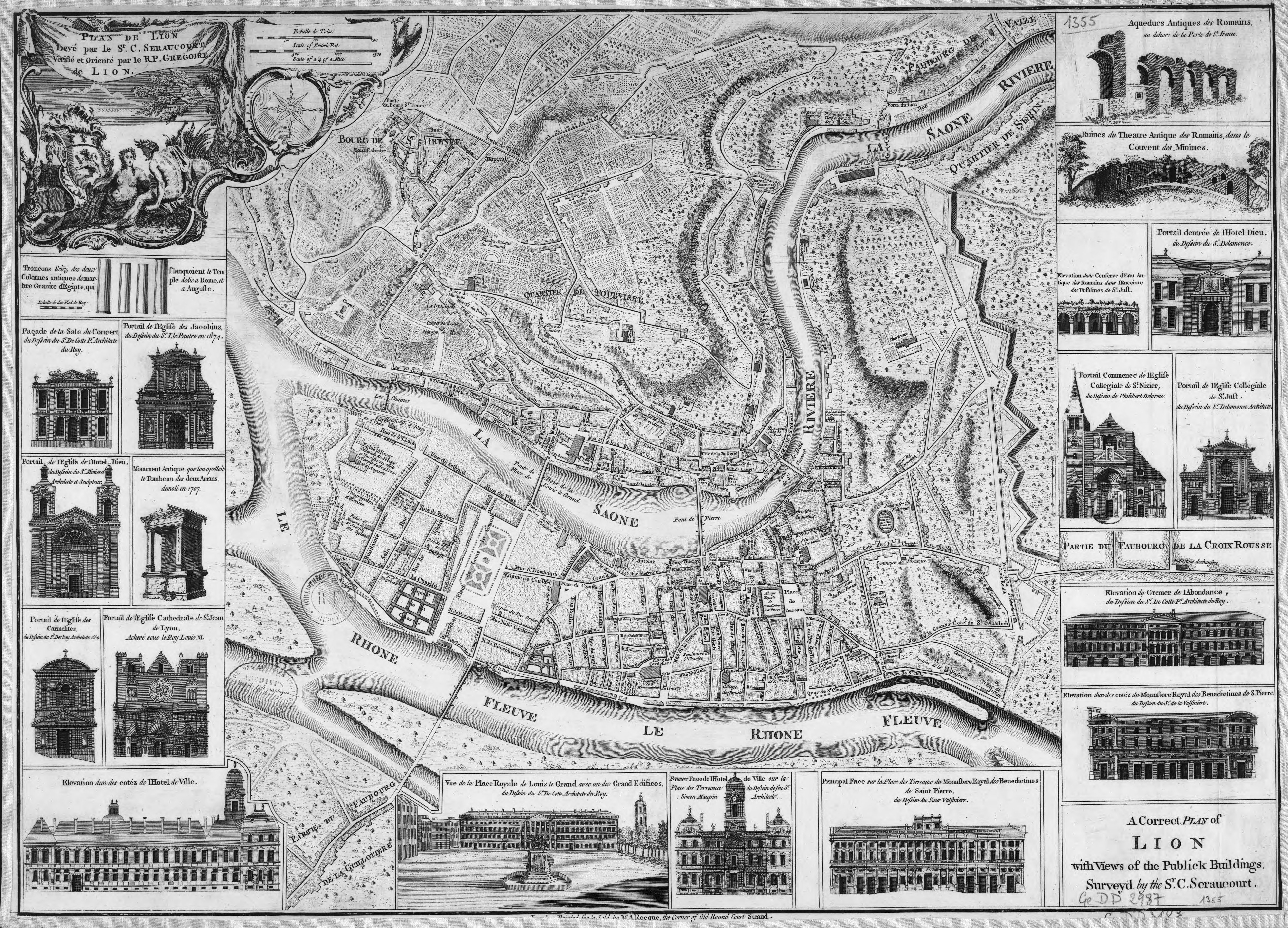
Plan de Lyon 1746 par Claude SéraucourtLes « Greniers de l’Abondance » sont le long rectangle sombre en bord de Saône, vers le haut à droite.

Vue sur la Saône vers l'aval
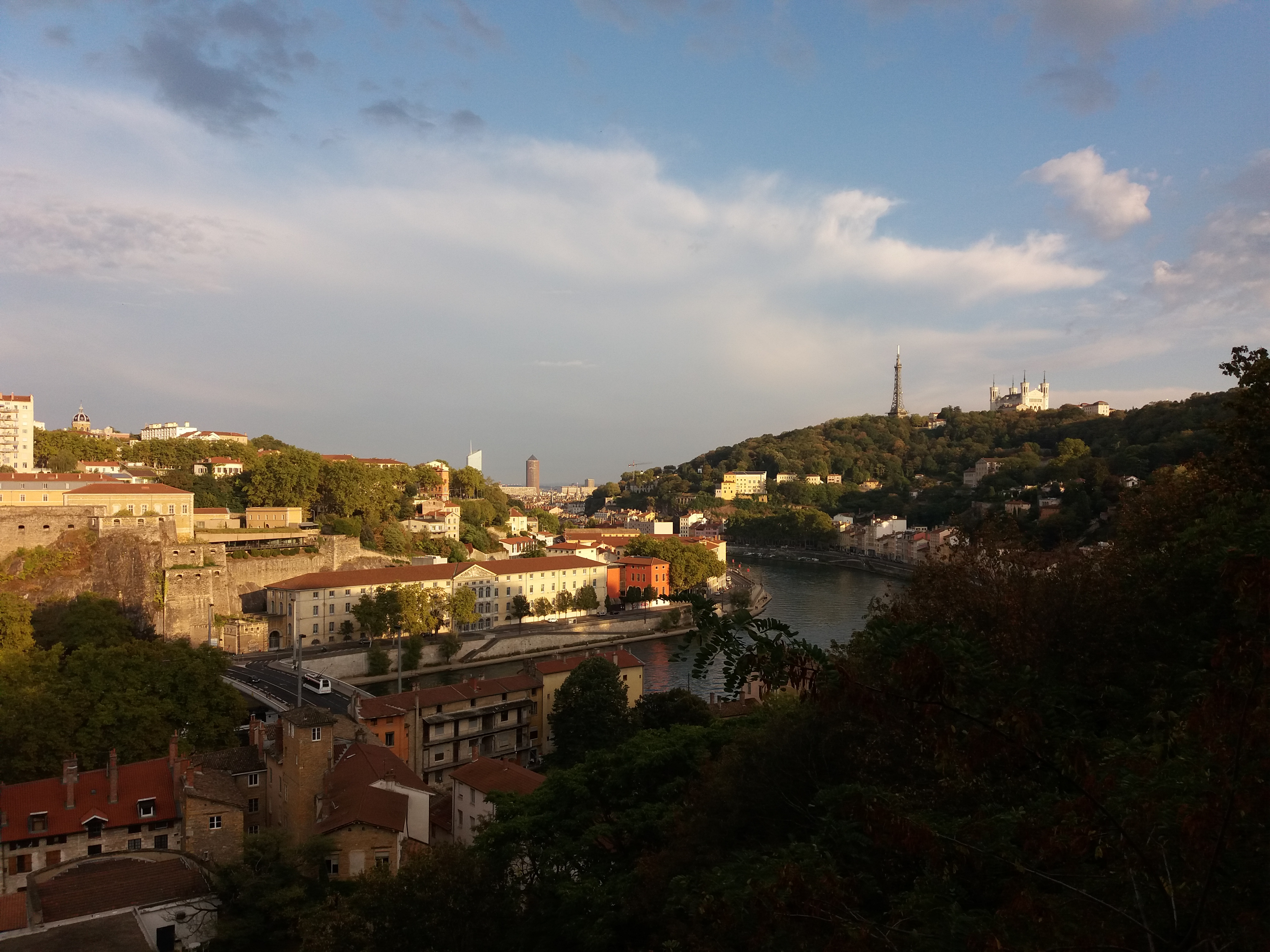
Le grenier est le long bâtiment au bout du pont Kœnig à droite.

Situation historique
À l’époque de sa construction, le grenier d'abondance jouxte les fortifications de la Croix-Rousse (dans le plan ci-dessus, la ligne en zigzag montant sur la droite) et la porte d'Halincourt construite sous le bastion Saint-Jean en 1639.
Il est idéalement placé à l'entrée de la ville, en bordure de la voie d'eau qui transporte l'essentiel du blé récolté dans la plaine de la Bresse et le val de Saône.

## Histoire

### Contexte
Les famines. L'Aumône générale
Avec les guerres, les lourds impôts et les épidémies, les famines sont parmi les grands fléaux qui hantent le XVIe siècle autant que le XVIIe siècle. Le problème d'approvisionnement régulier en grains, donc en pain, est récurrent et un acteur direct sur l'ordre - ou le désordre - social (voir par exemple la « guerre des farines » en 1775). Pour y remédier, une politique de stockage du grain est progressivement mise en place ; les grains sont mis en réserve dans des locaux dispersés alentour, parfois peu adaptés, loués à grand frais, certains achetés sur la rive droite de la Saône, : greniers, chambres, « bas », anciennes chapelles ou réfectoires des couvents,, monastères, hôpitaux,...
La famine de 1531, qui touche particulièrement le Lyonnais, amène à Lyon une politique de charité publique. L'Aumône générale est créée, avec huit recteurs, qui fournit du pain aux habitants les plus pauvres. Mais lorsque la disette devient générale, l'Aumône n'y suffit plus (les années 1565 à 1567 voient une disette sur tout le royaume).

### Une longue gestation en deux temps
Première mention, première structure
Le consulat de Lyon mentionne pour la première fois la création d'un grenier public en janvier 1580. Puis survient l'hiver 1586-1587, si rude que les oliviers gèlent ; et la famine subséquente, commune à l'Île-de-France, la Normandie, le val de Loire et le pays Lyonnais. À Lyon, les édiles municipaux décident de nommer six notables comme intendants chargés de stocker des grains pour faire face aux disettes.
La Chambre d'abondance, son financement, son approvisionnement
Cette structure est remplacée en 1643 par une Chambre d'abondance permanente créée le 31 mars 1643, dirigée par un échevin, avec règlement et statuts homologués par Louis XIV.
La Chambre est financée par capital variable : chaque directeur, à son entrée en fonction, est tenu de fournir une cotisation qui lui est rendue à son départ, avec intérêts avoisinant 5 % du capital. Le consulat de Lyon verse à la Chambre une part équivalente et donne aussi sa garantie contre les pertes possibles : il paie le prix du grain si celui-ci est perdu par manque de soins ou autre cause, et il paie la différence de prix si les blés sont vendus moins chers que la Chambre ne les a achetés. Un inventaire est fait à chaque sortie de directeur ou d'intendant.
Les grains sont achetés le plus souvent en Provence, Languedoc et Beauce, mais aussi en Bourgogne, France-Comté et Champagne. Au XVIIIe siècle, les sources d'approvisionnement s'éloignent, allant jusqu'en Italie et au pourtour de la Méditerranée,.
Stockage de grain et baux multiples
Le problème de stockage se pose. En 1652 onze greniers sont utilisés, éparpillés dans la ville. En 1667 une conjoncture favorable fait baisser les prix des grains. La Chambre d'abondance, qui souhaite en faire profiter la ville, lance une campagne d'achats et acquiert 1 000 ânées, . En 1670 le nombre de locaux loués avoisine la quarantaine ; ce sont des locations provisoires, qui durent seulement le temps d'écouler le grain stocké. Chaque début d'année, les directeurs et intendants de l'Abondance se réunissent pour répartir entre eux la charge de l'entretien. Chaque intendant est responsable d'un ou plusieurs greniers, dont il faut tourner les grains régulièrement pour éviter moisissures et autres causes de pertes. 

Cette location discontinue et précaire des locaux de stockage entre dans une logique d'économie marchande : celle de pouvoir supprimer entièrement les charges de stockage en résiliant les baux lorsqu'il n'y a pas de grain à stocker. Mais la gestion des locations de locaux peut aussi prendre précédence sur la gestion des stocks. En exemple, lorsque le grain d'un grenier à la Platière est mis en vente deux choses sont mentionnées dans l'ordre de vente : le prix de mise en vente doit être inférieur au prix atteint par le blé sur le marché de la Grenettte, et le fait que le contrat de location est à son échéance - il n'est apparemment pas renouvelé. Le grain aurait-il été vendu s'il n'avait pas fallu résilier le contrat de location ? 
Cette lourdeur de gestion a un coût, qui s'ajoute à celui des locations. D'où l'idée de rationaliser le stockage en regroupant les grains en une seule place. Une autre raison y pousse : la recherche d'une maîtrise du marché des grains, ce qui demande un changement d'échelle car seules de grosses réserves permettent ce type d'action.
La recherche d'une maîtrise du marché des grains
La logique marchande ne s'applique pas seulement à la location des locaux de stockage. Pour la Chambre d'abondance, la question avant toute autre est de maintenir l'équilibre entre les acteurs du marché (au sens moderne du mot), et dans cette perspective les consommateurs ne sont pas plus importants que les producteurs, les marchands, les boulangers et l'administration. C'est donc la conjoncture économique qui détermine les mouvements du grain de la Chambre d'abondance. Il s'agit de gérer les stocks de façon à ne pas saturer le marché ni déprécier la marchandise. Autrement dit, il ne faut pas avoir trop de stock, mais bien sûr il faut aussi acheter quand l'occasion est bonne - ce qui renvoie à la question de capacité de stockage, qui devient alors un élément essentiel de contrôle du marché.
Intérêts particuliers contradictoires, des investissements personnels à protéger
Mais à cette rationalisation évidente s'opposent les intérêts particuliers contradictoires. Ces locations sont de bons placements pour les propriétaires et nombre des lieux de stockage loués appartiennent à des membres de la Chambre ou à leurs collatéraux, qui s'assurent ainsi des revenus sans risques et pour certains très confortables ; tels pour la maison du conseiller Bouilloud (quartier Saint-Pierre), ou pour celle du président de la sénéchaussée de Sève (Saint-Clair) qui a de loin le loyer le plus élevé pour un seul local. Ainsi à la volonté de rationaliser le stockage de ces grains, s'oppose une force d'inertie qui souhaite conserver la situation en l’état ; et rien n’est construit. Par exemple le 3 octobre 1670, le consulat de Lyon approuve le projet de faire construire un grenier pour regrouper en un seul lieu les réserves acquises par la Chambre d'abondance. L'archevêque offre de céder contre une pension annuelle un terrain à l’entrée nord de la ville, sur le quai de Bourgneuf entre la porte de Vaise et le couvent de l’Observance (en rive droite de la Saône) ; mais finalement aucun bâtiment n'est construit. 
Années 1670Grande et petite Abondances
En lieu et place de construction, sont acquises deux maisons : la Maison peinte, acquise par le consulat en 1672 d'Antoine Couvet de Montribloud, désignée par le nom de « Petite Abondance » ; et la Maison du cygne, 
achetée pour 20 000 livres en 1676, appelée « Grande Abondance » (quoique M. Martinat inverse les noms, appelant « Grande Abondance » la maison peinte et « Petite Abondance » la maison du cygne). La Chambre d'abondance commence à résilier les baux des greniers privés, mais ces procédures sont longues à réaliser et la Chambre ne réussit à concentrer les grains en réserve sur ces deux maisons qu'en 1678.
1720construction décidée
En 1720 la Chambre d'abondance se trouve posséder 82 000 hl de blé ; il semble que ce soit l'élément catalyseur qui amène la construction effective d'un grenier unique.
Dimensions
Ses dimensions sont calculées pour stocker la consommation annuelle de la ville de Lyon, soit environ 120 000 personnes à l'époque ; ce qui donne une capacité totale sur trois étages de plus de 16 000 tonnes de grains (4 278 m2 de surface totale de stockage et 16 200 tonnes sont cités, sans référence).
C'est un des derniers témoins des immenses greniers urbains conçus depuis l'Antiquité dans certaines villes particulièrement bien organisées.

### Construction
Le terrain
Cette parcelle étroite au pied d'une falaise rive gauche de Saône occupe l'espace dégagé par la carrière de Pierre-Aigle,,
(granite rouge[réf. nécessaire]).
Le terrain appartient à la ville depuis 1641 : c'est l'espace dégagé par les carrières qui a servi à construire les ponts de la Saône, des fondations et murailles de fossés et autres constructions. Entre rivière et falaise, le rocher derrière lui est le rocher de l'Aigle ; sous le nom de Pierre-Aigle, le consulat de Lyon concède en 1663 une partie du terrain comme champ d'entraînement à la compagnie des arquebusiers ou chevaliers de l’Arquebuse ; ces messieurs édifient une butte contre laquelle sont adossées leurs cibles, et cette partie du terrain devient la future place de la Butte.
Entre-temps l'actuel quai Saint-Vincent, à l'époque appelé quai Sainte-Marie-aux-chaînes,, 
a été construit de 1618 à 1623 devant le bourg du même nom. Dans un premier temps, il stoppe à la hauteur du fort Saint-Jean à l'entrée du défilé de Pierre-Scise ; il est peu après prolongé vers le nord par le quai d’Halincourt.
.
1722 Expulsion des arquebusiers

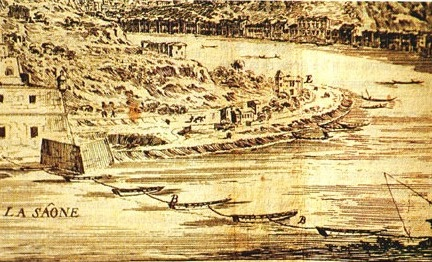
« La Veue de Lion descendat par la Saosne »
« (La Vue de Lyon descendant par la Saône »)
par Israël Sylvestre (1649-1650)Vue en rive gauche : le fort St-Jean à gauche ; l'emplacement du futur grenier d'abondance à sa droite ; le terrain Pierre-Aigle (dont la future place de la Butte) ; et le premier bâtiment du couvent Sainte-Marie-aux-chaînes, du nom de la chaîne portée par les bateaux pour barrer la Saône.
En arrière-plan, le Bourgneuf sur la rive droite.

En 1722, la construction du grenier entraîne l’expulsion des chevaliers de l’Arquebuse. Mais ces derniers récupèrent en 1735 la jouissance du terrain situé derrière le grenier, où ils créent un nouveau champ de tir .
Dates de construction, architecte / entrepreneurs
Ce grenier est construit de 1722 à 1728. L'architecte voyer est Claude Bertaud de la Vaure, avec l'entrepreneur Étienne Fahy pour la plus grande partie des bâtiments et notamment pour l'obtention des matériaux ; et Claude Perrache mandaté pour s'occuper du bois de fermeture des baies et des charpentes,. La Maison peinte ou « Petite Abondance » et la Maison du cygne ou « Grande Abondance », cessent d'être utilisées comme lieux de stockage des grains de la ville en 1728, lorsque le grenier du quai Saint-Vincent est mis en service,.
Fonctionnement quotidien
La rivière est un élément essentiel dans la vie quotidienne du grenier : le grain arrive par voie d'eau. Il est déchargé au port spécialisé, monté à l'étage, entreposé. Au fur et à mesure des besoins, il est ensuite redistribué dans les magasins du rez-de-chaussée où il est mis en sac et pesé. Pour rejoindre les magasins depuis les étages, les grains empruntent un couloir en pierre de taille percé dans la voûte ; un système de trappes et de gaines de pierre assurant leur descente. L'aération est aussi sujette à une attention particulière (voir plus bas la description de l'intérieur).
Immédiatement en amont du bâtiment, le « pont d'Halincourt » est construit en bois de 1729 à 1743, ; il est emporté par la débâcle le 17 janvier 1789, et un second pont de pierre construit à partir de 1815 qui a été détruit après la deuxième guerre mondiale lors de projets de navigation sur la Saône. Ce « pont de Serin », remplacé par le pont Kœnig en 1970, se trouve à peu près au même emplacement que le premier pont.
Le grenier est représenté pour la première fois sur un plan en 1735 : le « plan géométral de la ville de Lyon, levé et gravé par Claude Séraucourt ». Il y est nommé « Greniers de l’Abondance », de même que sur le plan de 1746 par le même cartographe (voir ci-contre).

### Premières utilisations
Il s'avère très vite surdimensionné. La libre circulation des grains, l'amélioration du réseau routier, l'évolution des techniques de stockage (criblage et étuvage) le rendent rapidement obsolète ; finalement il n'est utilisé pour stocker du grain que pendant une conquantaine d'années, et pendant ce temps une partie est louée à d'autres usagers et pour d'autres activités.
Le rez-de-chaussée et le premier étage sont presque immédiatement loués à des marchands de grains.
Une étuve est installée en 1762 pour dessécher mécaniquement les blés.

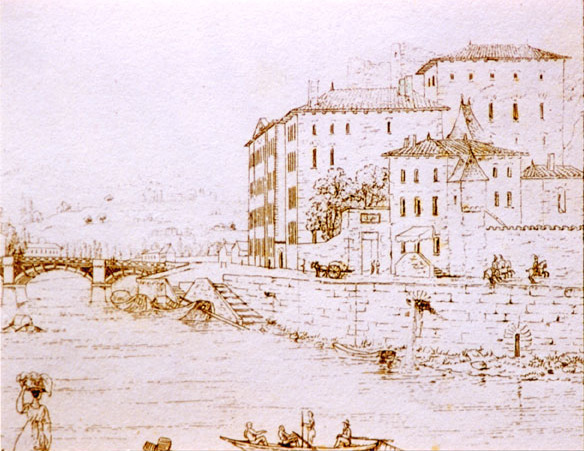
La Saône en aval du pont de Serin, Balthazar-Augustin Hubert de Saint Didier, 1817Le grenier d’abondance vu en forte perspective au centre de l’image. À sa droite, la place de la Butte avec ses hauts arbres, entourée d'un mur avec portique surélevé surmonté par une enseigne.
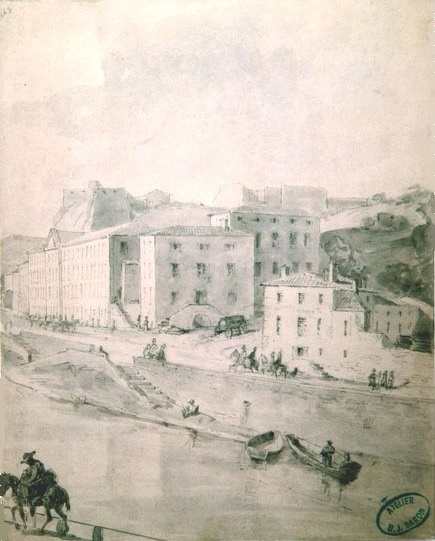
La caserne de Serin et le fort St-Jean, Balthazar Jean Baron, 1840[n 10]-1850Arbres abattus, portique et mur démoli laissent voir le perron de l'hôtel de la Butte contigu au grenier d’abondance.

### Utilisations postérieures
Après la libéralisation du commerce des grains sous l'Ancien Régime, le bâtiment est rapidement affecté à des usages militaires : magasin d'artillerie, arsenal, puis caserne jusqu'en 1987.
Le chemin de halage supporté par le quai d’Halincourt est en partie écroulé en 1806 ; il est refait sur toute sa longueur quelques années plus tard (donc aussi sur le quai Sainte-Marie-aux-chaînes ?)
Après des travaux d'aménagement de septembre 1991-mars 1993 (coût total 65 millions de francs), le bâtiment est depuis 1993 le siège de la Direction régionale des affaires culturelles de Rhône-Alpes ; et il abrite aussi des studios de dance pour le conservatoire national de Lyon qui, lui, siège juste en face sur l'autre rive de la Saône dans le clos des Deux-Amants.

## Différentes époques de constructions et de modifications
- construction du grenier public entre de à 1728 par Claude Bertaud de la Vaure (architecte voyer), Etienne Fahy (entrepreneur) et Claude Perrache (menuiseries et charpente).
- 1750, consolidations (voûtes, colonnes).
- 1755, ajout d'un escalier extérieur au sud permettant un accès direct au 1er étage.
- 1765, construction d'une étuve, le long du bâtiment, côté falaise.
- après 1777, lors de la transformation du bâtiment en arsenal puis en caserne, ajout d'escaliers intérieurs aux 2 extrémités du bâtiment, cloisonnements intérieurs.
- septembre 1991-mars 1993 : réhabilitation et restauration du bâtiment par Jean Pistre et Denis Valode[10].
- 1992 : restauration de la façade principale et de l'escalier central par Jean-Gabriel Mortamet (architecte en chef des Monuments historiques).

## Description

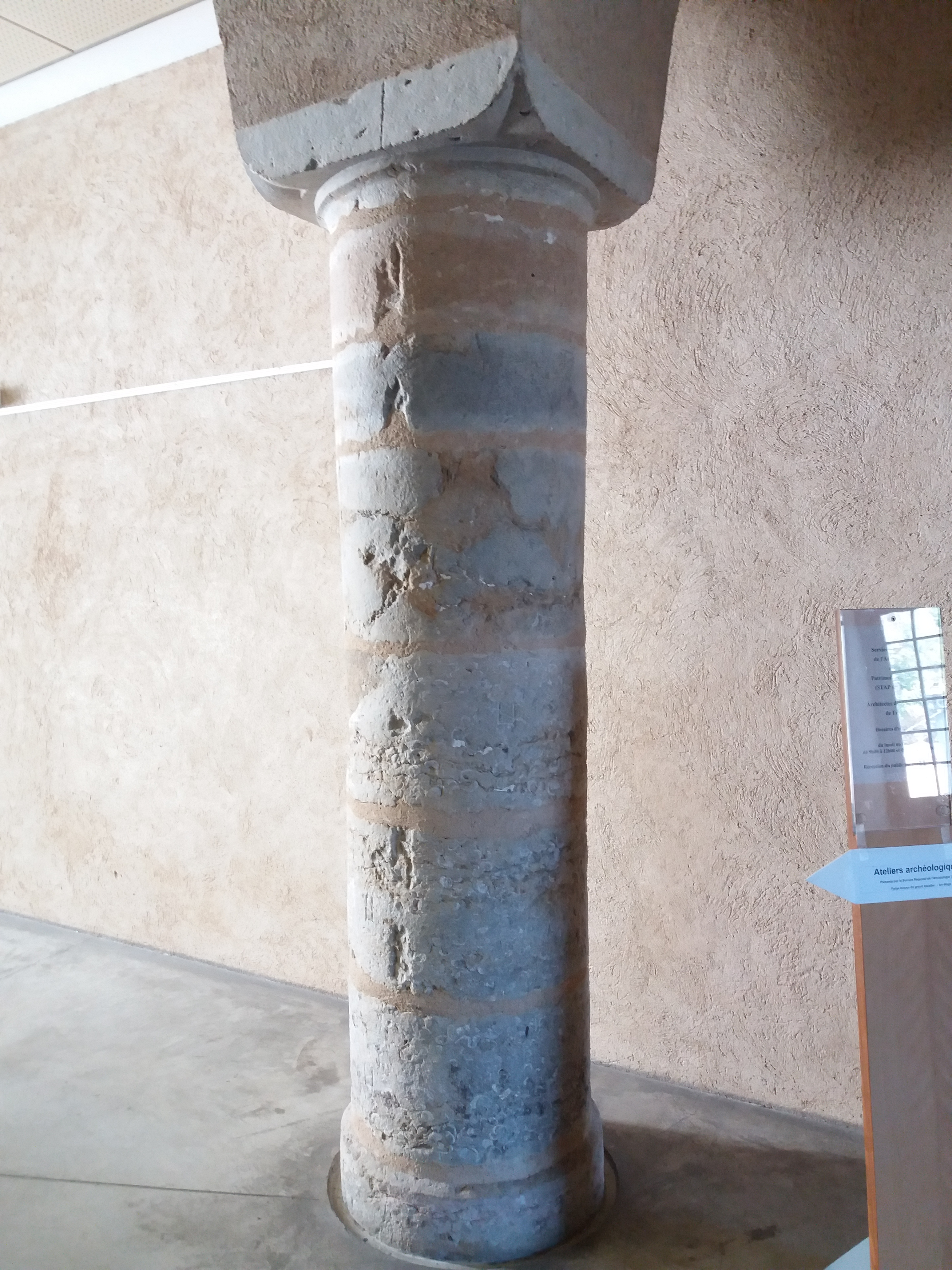
Colonne

Le bâtiment à quatre étages mesure 127 m de long (130 m avec l'escalier rajouté au sud, à l'extérieur) sur  18 m de large.
Il présente une architecte atypique, qui reprend les rythmes sévères des façades de Bellecour : sur trois niveaux superposés, trois files de voûtes d'arêtes retombant sur deux séries de piliers de ce bâtiment rectangulaire aux dimensions imposantes (130 mètres de long, 18 mètres de large), un avant-corps saillant, pourvu d'un fronton triangulaire sobrement décoré, introduit à un grand escalier à quatre noyaux donnant accès aux étages.
Une première description du granier de l'abondance a été écrite par. Clapasson (1741), un contemporain de sa construction :

« Ce nouvel édifice forme une très belle décoration sur le bord de la rivière, à l’extrémité de la ville ; et quoiqu’il règne beaucoup de simplicité, il ne laisse pas d’être d'une grande apparence. L'avant-corps du milieu est soutenu d'arcades et couronné d'un fronton où sont les armes de France en sculpture [...] L’escalier est placé dans cet avant-corps, il distribue de part et d'autre dans de longues galeries, dont les voûtes sont portées par plusieurs rangs de piliers ; elles servent à renfermer les grains, dont on fait des amas considérables pour prévenir la disette : ce soin est confié à une compagnie qu'on appelle la Chambre de l'abondance, et qui a toujours pour chef l'un des échevins en charge. »

— A. Clapasson (1741)

### L'extérieur
Deux longues ailes en maçonnerie enduite se développent de part et d'autre d'un avant-corps central peu saillant en pierre de taille, encadré par un chaînage en bossage.
L'avant-corps, surmonté d'un fronton triangulaire surbaissé, ouvre au rez-de-chaussée par cinq portes à arc surbaissé. Les cinq baies en plein cintre en façade aux 1er et 2e étages sont suivies au 3e étage par cinq petites fenêtres rectangulaires. 
Le tympan sculpté représente deux cornes d'abondance d'où s'échappent épis de blé, raisins et melons. Elles sont surmontées de la couronne royale (restituée en 1993). Juste au-dessous, les armoiries ont été bûchées à la Révolution.
Sur les ailes, les extrémités sont décorées par un chaînage de grand appareil en bossage ; chacun des niveaux est souligné horizontalement par un bandeau en pierre de taille. Chaque aile ouvre au rez-de-chaussée par 5 portes en plein cintre qui alternent avec des lucarnes rectangulaires. Les 1er et 2e étages sont percés par une série de dix hautes fenêtres surmontées d'une plate-bande bombée ; le 3e étage,  par 10 petites fenêtres du même type. Afin de permettre la bonne conservation du blé, les fenêtres, au moins dans un premier temps, semblent avoir été fermées par barreaux de fer et des sortes de claies en bois de chêne et de sapin, laissant passer l'air mais ni la lumière ni les oiseaux.
Le toit à double pan et croupes aux extrémités est couvert de tuiles canal.

Le grenier d'abondance de Lyon
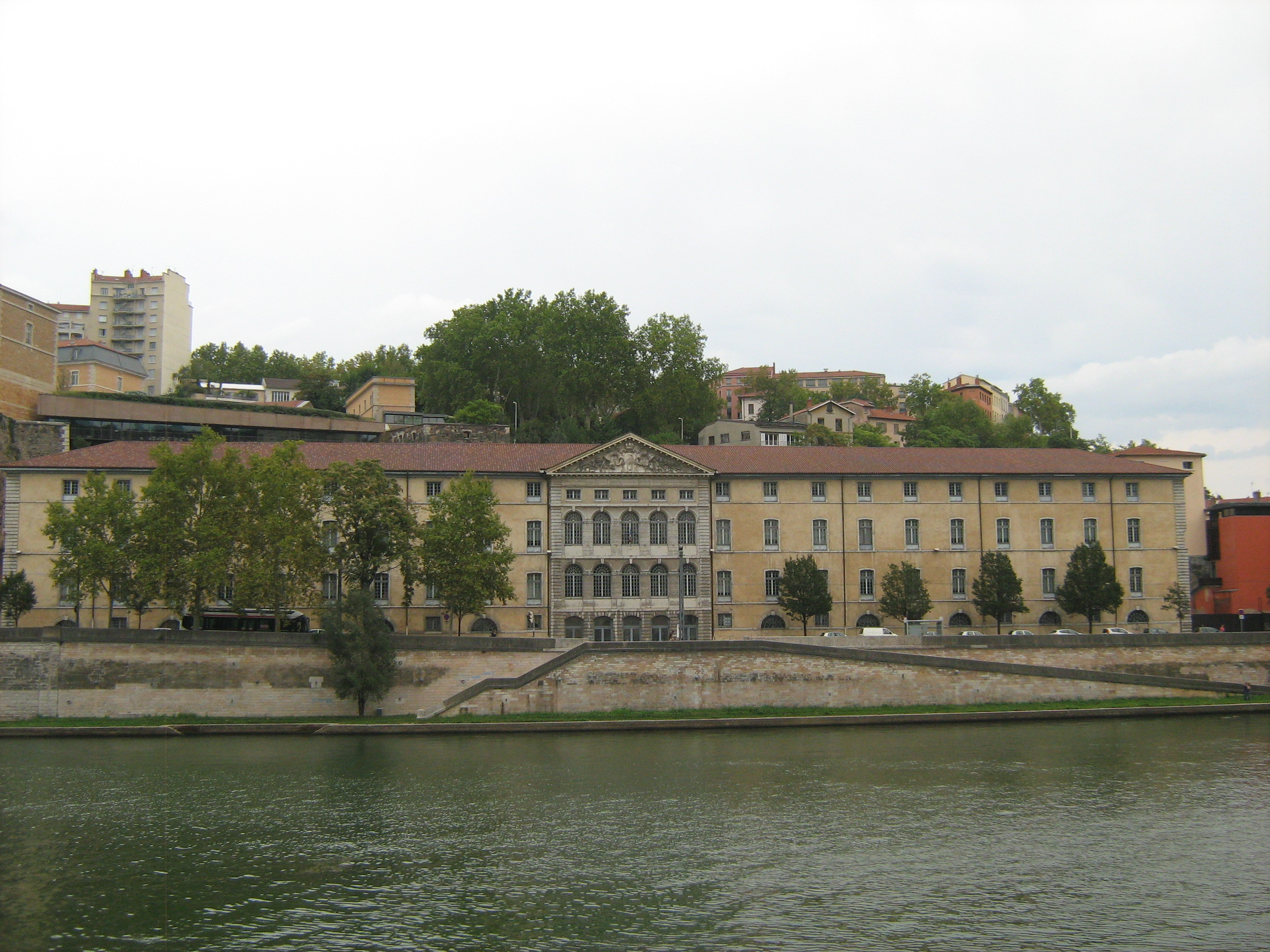
Façade
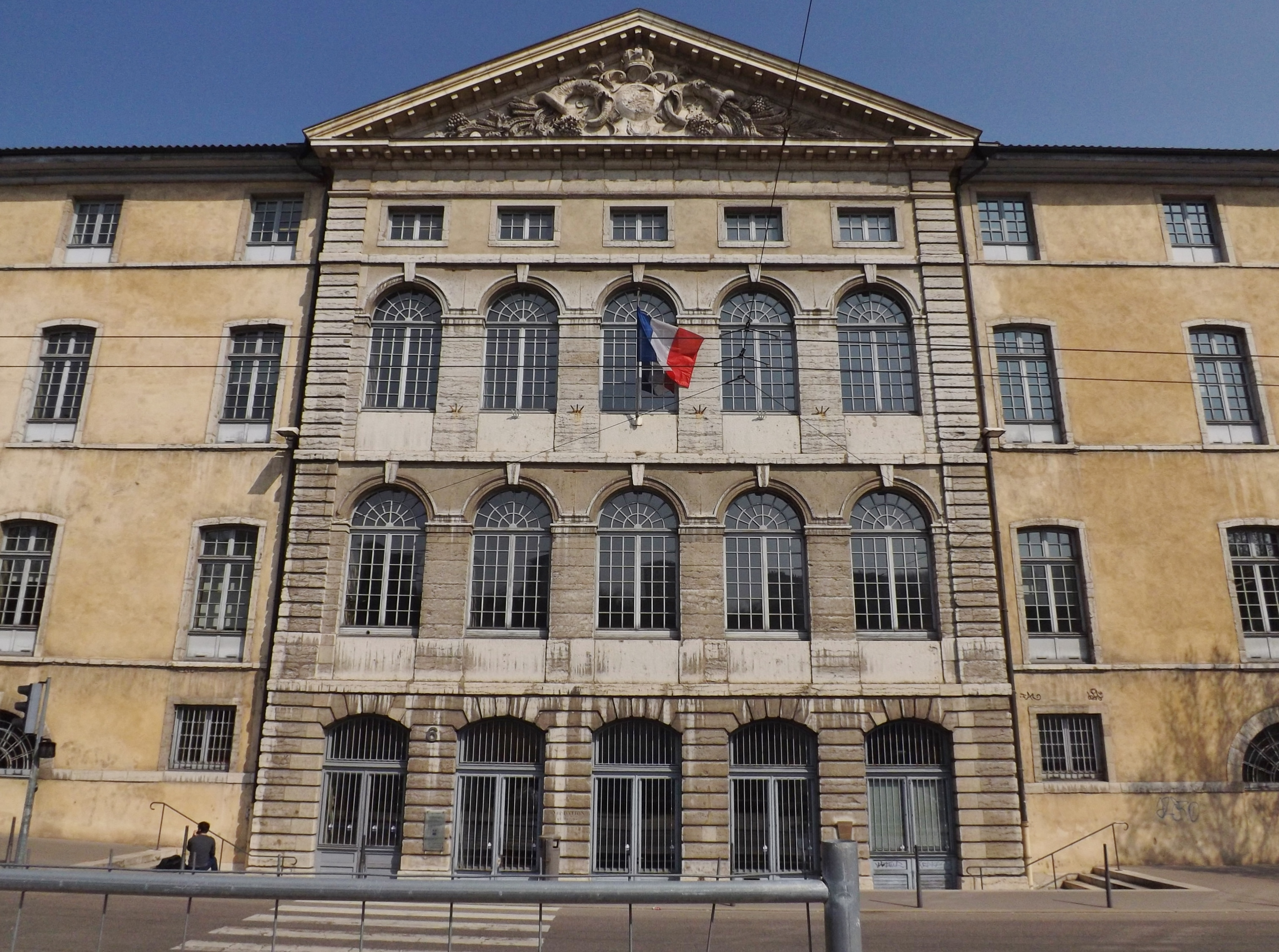
Avant-corps central en façade
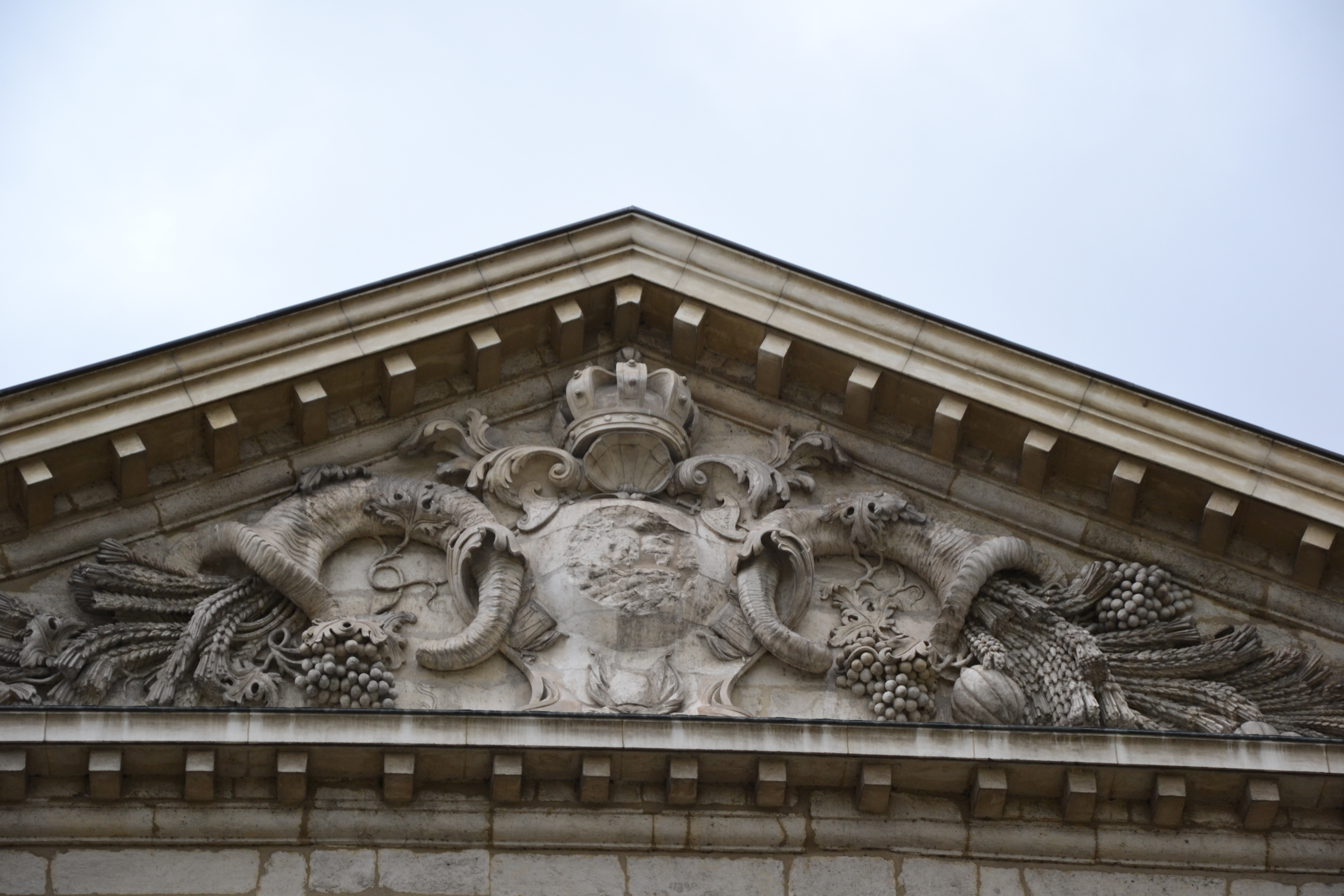
Fronton et tympan

Extérieur - Portail côté nord
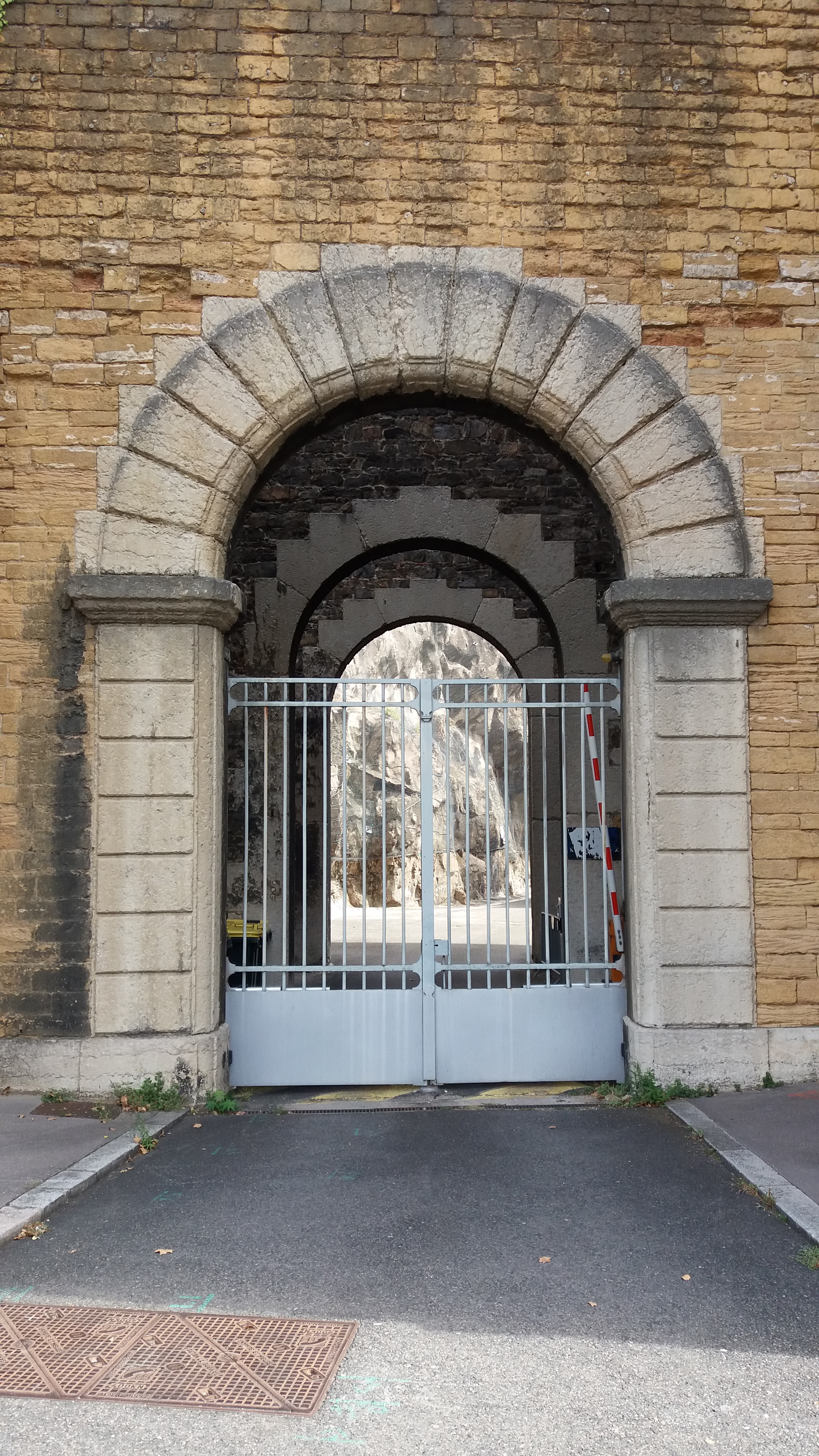
Portail côté nord sur le quai Saint-Vincent
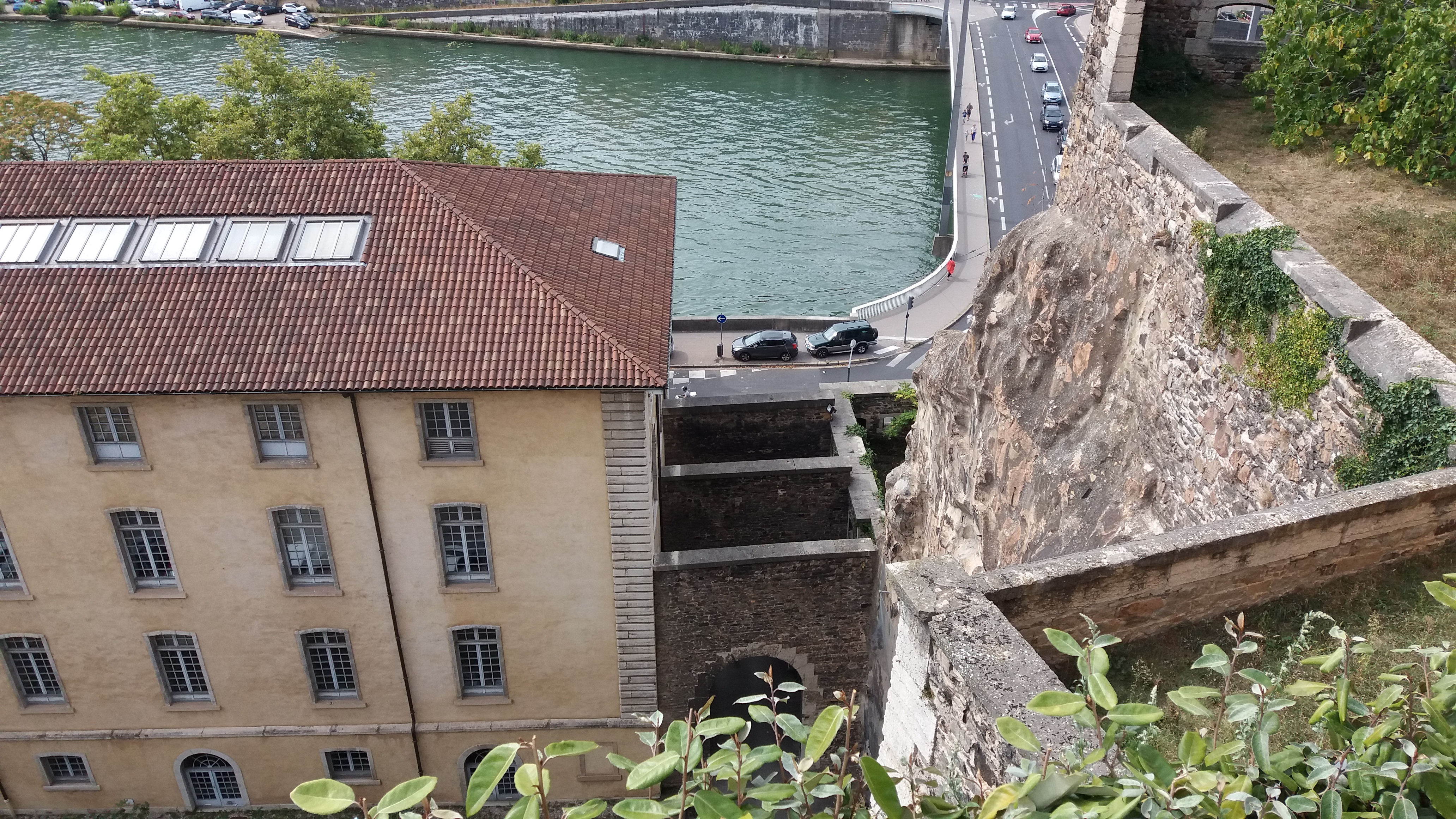
L'arrière du portail vers le quai Saint-Vincent, jouxtant l’assise rocheuse du fort Saint-Jean
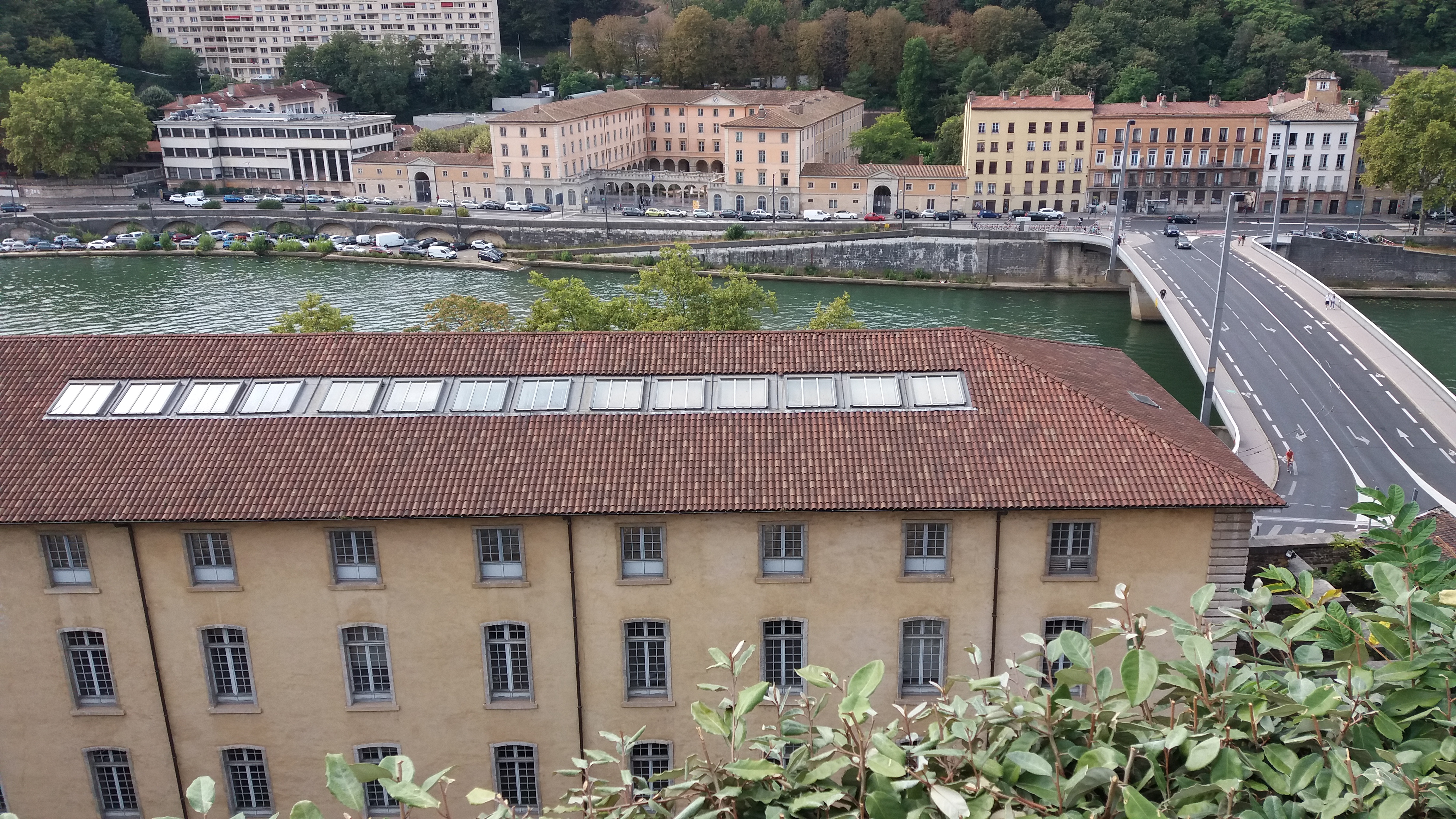
Vue sur le Clos des Deux-Amants et le pont Kœnig

### L'intérieur

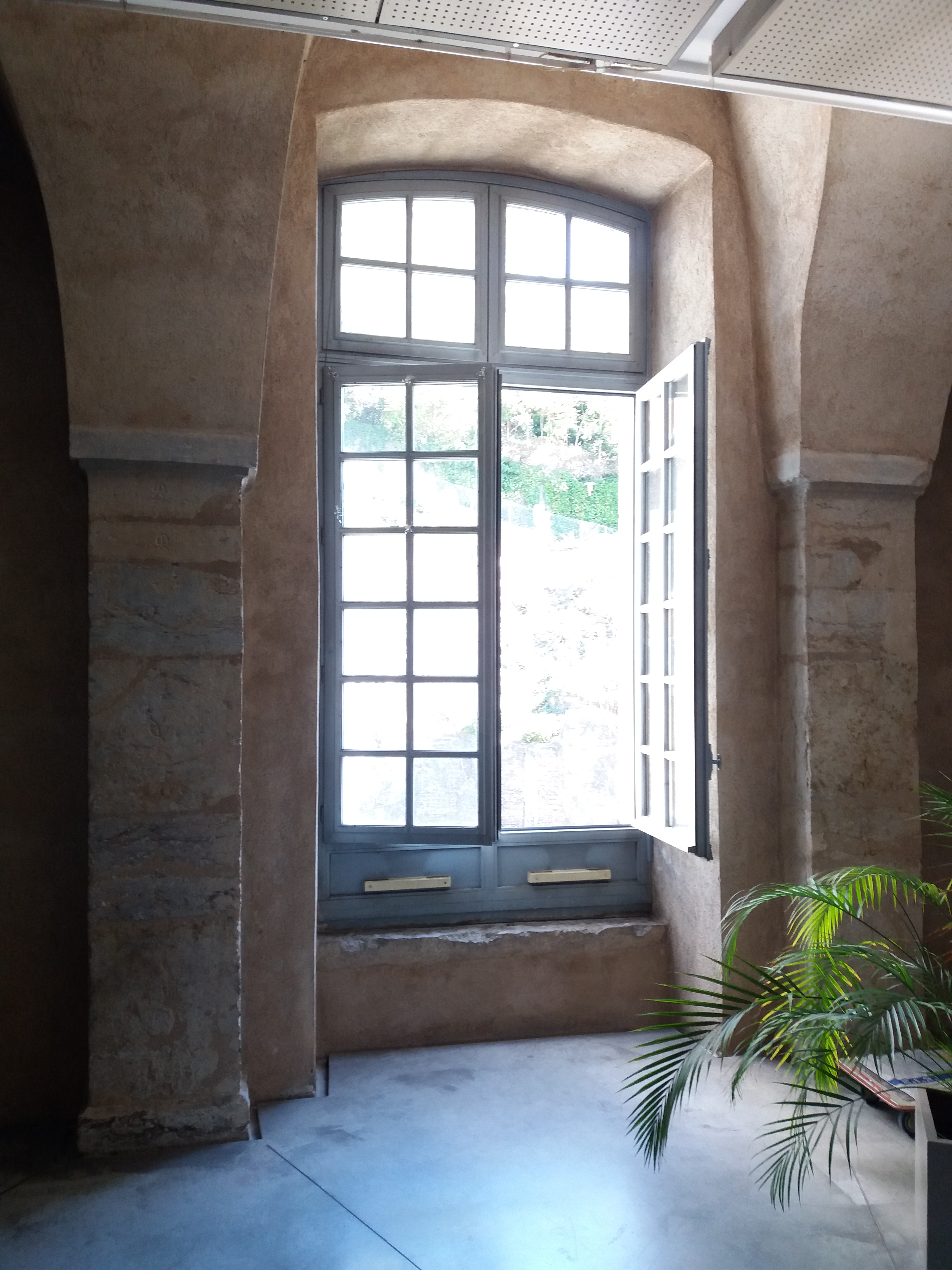
Fenêtre

Derrière cette façade classique et sobre se développent sur chaque niveau, de part et d'autre d'un escalier central inscrit dans l'avant-corps, une halle divisée par 2 files de 11 colonnes en 3 nefs égales couvertes de voûtes d'arêtes. Celles-ci s'appuient sur des pilastres engagés au niveau des murs gouttereaux. Le 4e niveau, simplement charpenté, n'est pas subdivisé. Les 3 étages étaient pavés de dalles en calcaire, alors que le rez-de-chaussée très humide et où aucun stockage n'était envisagé était pavé de « cailloux de rivière ».
Les colonnes et les pilastres sont formés de tronçons de hauteurs irrégulières (de 15/20 cm à 90 cm) selon les bancs d'extraction. Les chapiteaux discrètement moulurés supportent chacun 2 ou 3 sommiers en calcaire qui forment des tas de charges cachés par les enduits qui couvrent les voûtes d'arêtes. Les sols autrefois dallés sont actuellement traités en béton poli.
L'escalier central dont la cage occupe les deux-tiers du bâtiment dans sa largeur est construit sur 4 noyaux et trois volées droites. Sa rampe en fer forgé est d'origine. Les marches larges d'un peu plus de 2 mètres ont été particulièrement calculées pour faciliter la montée (giron : 36,8 cm ; 12,8 cm). Sur chaque palier des « bancs » de pierre servaient probablement à décharger les sacs.
De l'aménagement intérieur initial du grenier, on sait peu de choses. Le grain était monté en sac à dos d'homme. Il était étalé directement sur le sol dallé des halles. Les tas de faible épaisseur étaient  bordés de « trottoirs de déplacement en bois ». Le blé était pelleté une fois par semaine à deux fois par mois, selon le taux d'humidité. Des gaines de pierre  verticales (dont il ne reste rien) disposées aux deux extrémités du bâtiment permettaient de faire descendre le grain dans les deux magasins du rez-de-chaussée où il était ensaché pour être vendu aux boulangers.
Vers 1765, on construisit une étuve établie sur un replat allongé, formé dans la falaise à la hauteur du 2e étage. Ce replat semble avoir été très proche de la façade arrière du bâtiment (Fougeroux de Bondary).

Intérieur
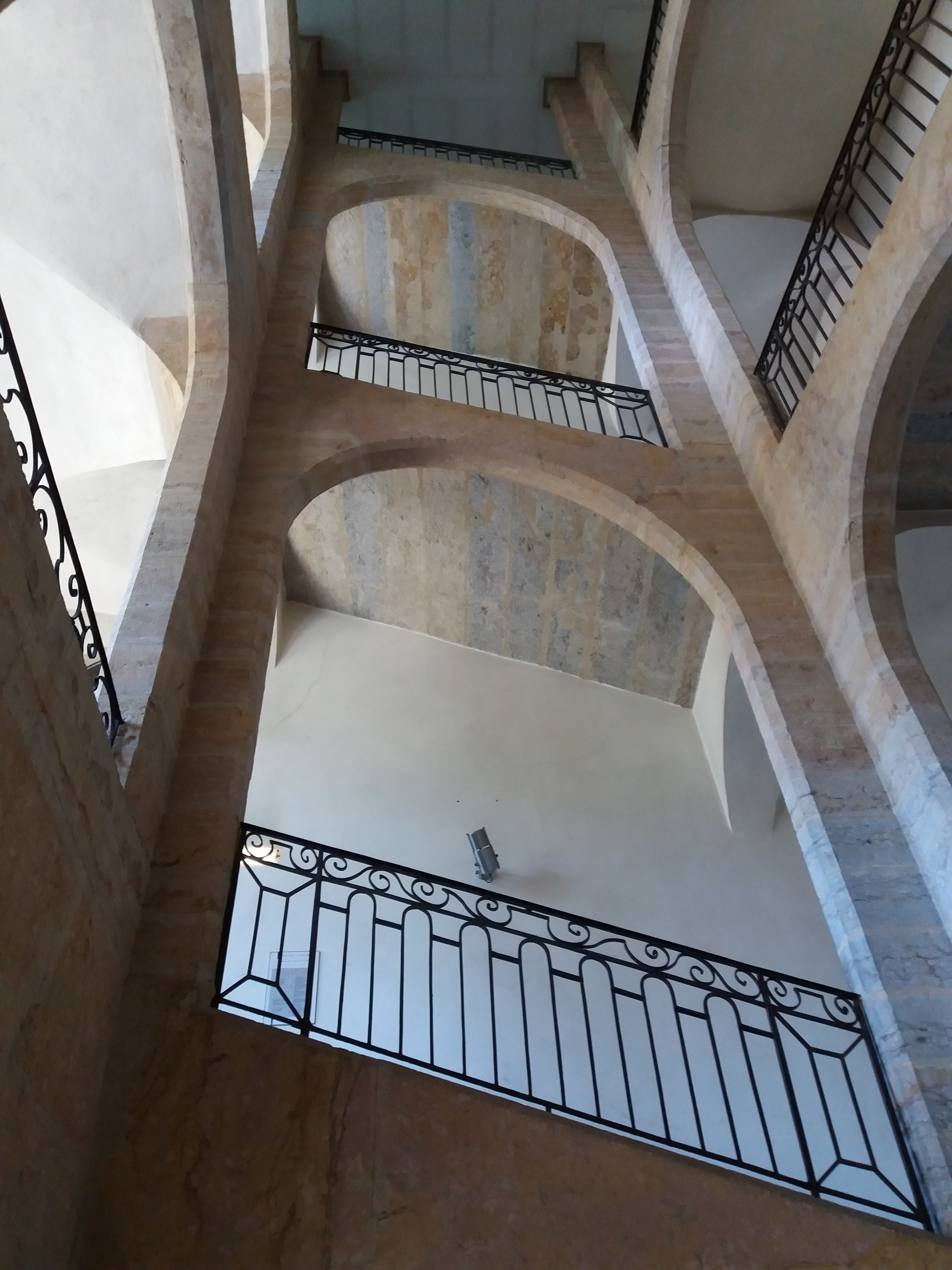
Haut de l'escalier central
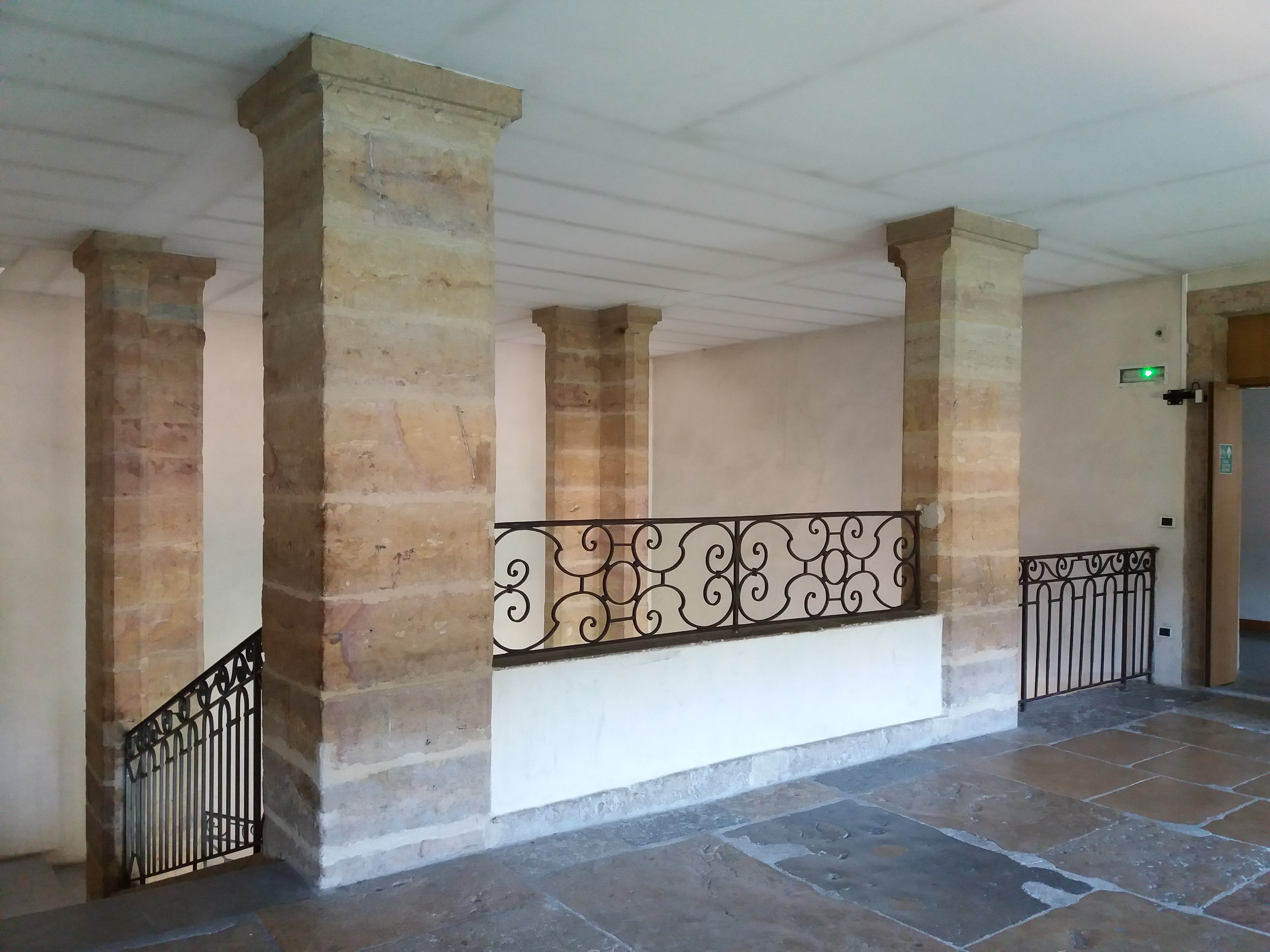
L'escalier au dernier étage
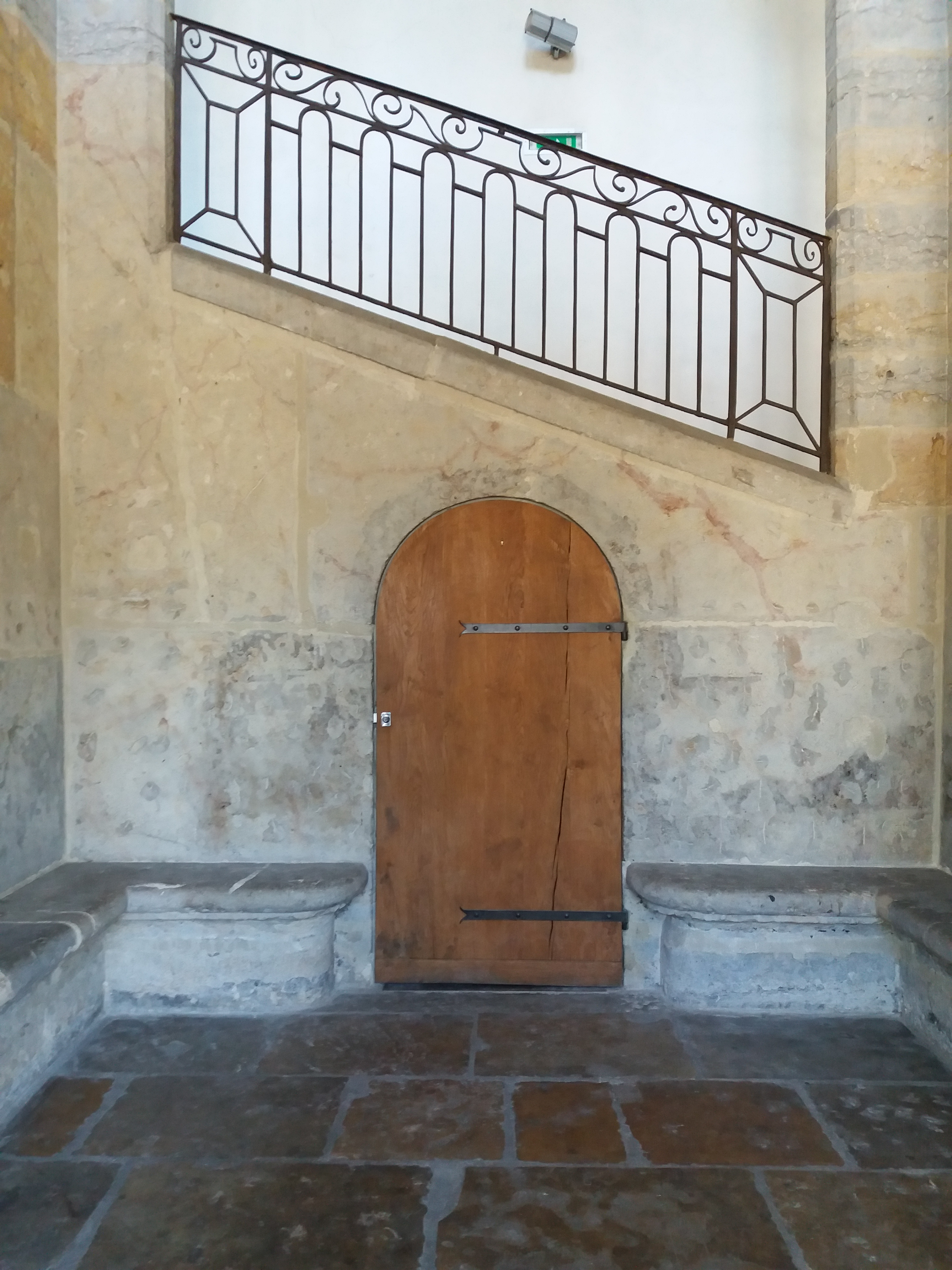
Porte au rez-de-chaussée

### Matériaux
- en façade, avant-corps central en pierre de taille de calcaire de Villebois (Ain), ailes en maçonnerie enduite avec encadrements des ouvertures, bandeaux d'étage et chainages d'angle en calcaire de Villebois
- à l'intérieur, voûtes d'arêtes en maçonnerie enduite supportées par des colonnes et pilastres en calcaire (bases et chapiteaux et quelques colonnes en calcaire de Villebois ou de Morestel, Isère ; colonnes et pilastres majoritairement en calcaire à gryphées de Saint-Didier-au-Mont-d'Or, Rhône
- escalier central en calcaire à gryphées bleu et rosé, marches reprises en béton poli, sols des paliers en dalles de calcaire à gryphées
- sols des ailes en béton poli (rez-de-chaussée, 1er étage, 2e étage et 3e étage (sauf les studios de danses en plancher), à l'origine en dalles en calcaire à gryphées, préservées (?) sous le béton (au moins au premier étage)
- toit en tuiles entièrement refait lors de la restauration générale de 1991-1993, charpente originale en bois partiellement préservée aux deux extrémités du bâtiment ; cintres métalliques au centre

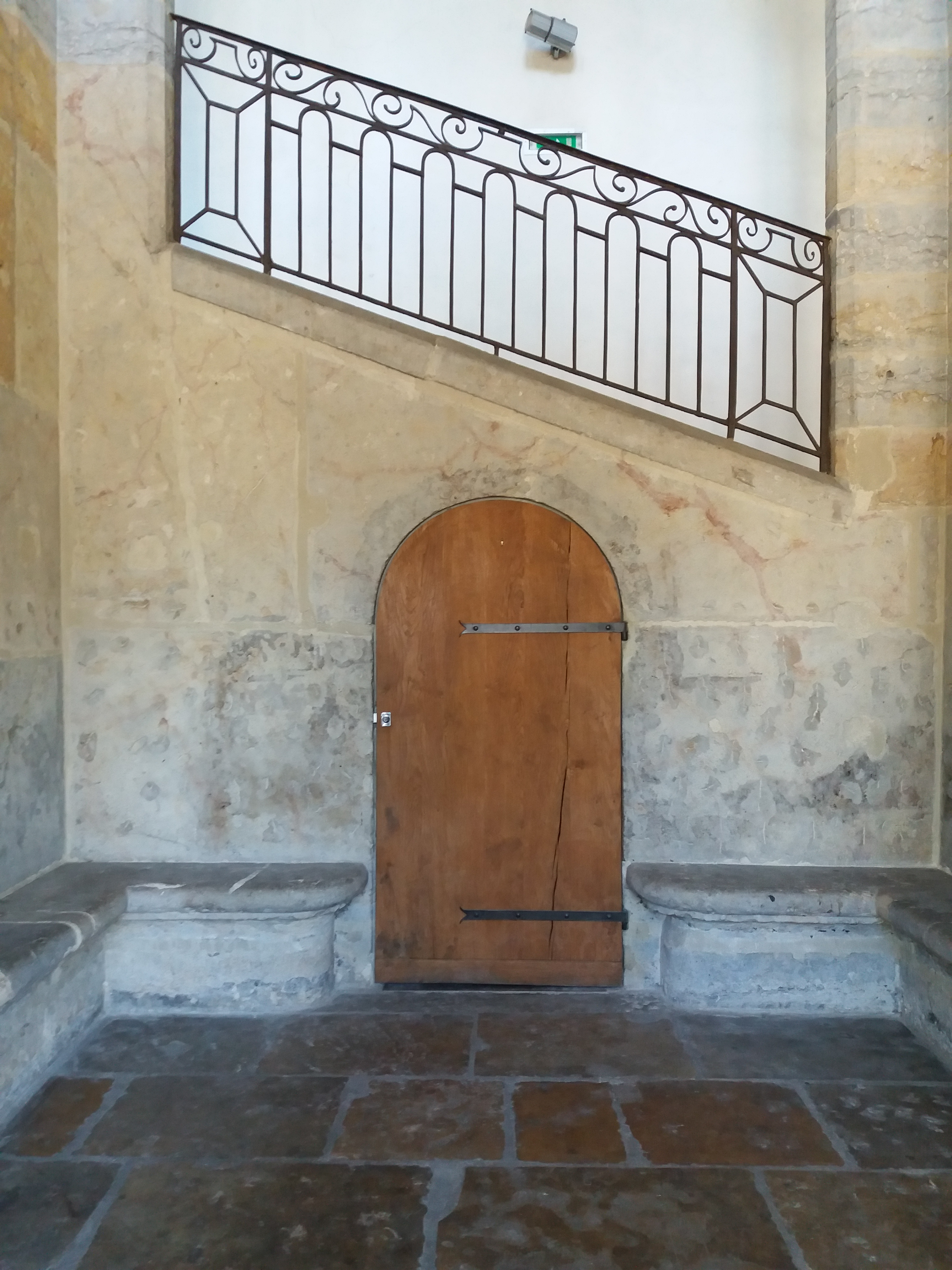
Porte au rez-de-chaussée

## La protection au titre des monuments historiques
La grenier d'abondance est inscrit au titre des monuments historiques depuis le du 25 mai 1987) ; la façade ouest (vers la Saône) et l'escalier principal sont classés monuments historiques le 30 juin 1990. Il a fait l'objet en Commission Régionale du Patrimoine et des Sites du 11 octobre 2012 d'une proposition de classement de l'immeuble original en totalité (hors aménagements récents : lame technique et escalier extérieur côté falaise, cloisonnements légers et faux-plafonds intérieurs).

## La restauration du bâtiment et sa réutilisation
Le départ de la Gendarmerie nationale permet au ministère de la Culture et de la Communication d'y programmer, après aménagements, l'installation - effective en 1993 - de la Direction régionale des Affaires culturelles (DRAC), créée au début des années 1970 ; et de la classe de danse du Conservatoire national supérieur de musique et de danse de Lyon implanté depuis 1988 dans l'ancienne École vétérinaire juste en face, l'autre rive de la Saône.
Pour aménager dans cet édifice singulier les locaux adaptés à ses nouvelles missions, le ministère a fait appel aux architectes Denis Valode et Jean Pistre et associés ; le parti proposé a permis de laisser intacte la structure d'origine et d'intégrer les éléments modernes dans un souci de sobriété et d'authenticité, en respectant au maximum la disposition d'origine du bâtiment. L'ensemble des voûtes a été restauré, tous les cloisonnements et les percements divers postérieurs à la construction étant supprimés.
À chaque niveau, la file centrale a été préservée pour permettre la circulation horizontale, les bureaux étant répartis dans les files latérales. Chaque niveau a été découpé par des cloisons amovibles partiellement vitrées (à l'exception de certaines salles techniques du rez-de-chaussée ou du 3e étage) qui permettent  de voir toutes les colonnes laissées libres à l'extérieur ou à l'intérieur des bureaux. L'ensemble des réseaux a été dissimulé sous des caissons formant un faux plafond partiel dans les bureaux et les couloirs. Ces caissons apportent le confort acoustique indispensable.
Les circulations verticales et les sanitaires, les réseaux techniques ont été installés à l'extérieur du bâtiment dans des constructions en béton reliées par des espaces vitrés à la façade arrière (une lame technique et un escalier). 
Au 3e étage pour surélever les volumes, trop bas pour les studios de danse, les charpentes originales ont dû cependant être partiellement remplacées par des cintres métalliques. Les éclairages zénithaux des studios ont été concentrés sur le pan de toiture donnant sur la falaise afin de conserver l'authenticité de la façade sur quai.
La façade principale et l'escalier central ont été restaurés par l'architecte en chef des monuments historiques Jean-Gabriel Mortamet, en 1992.

Intérieur aménagé
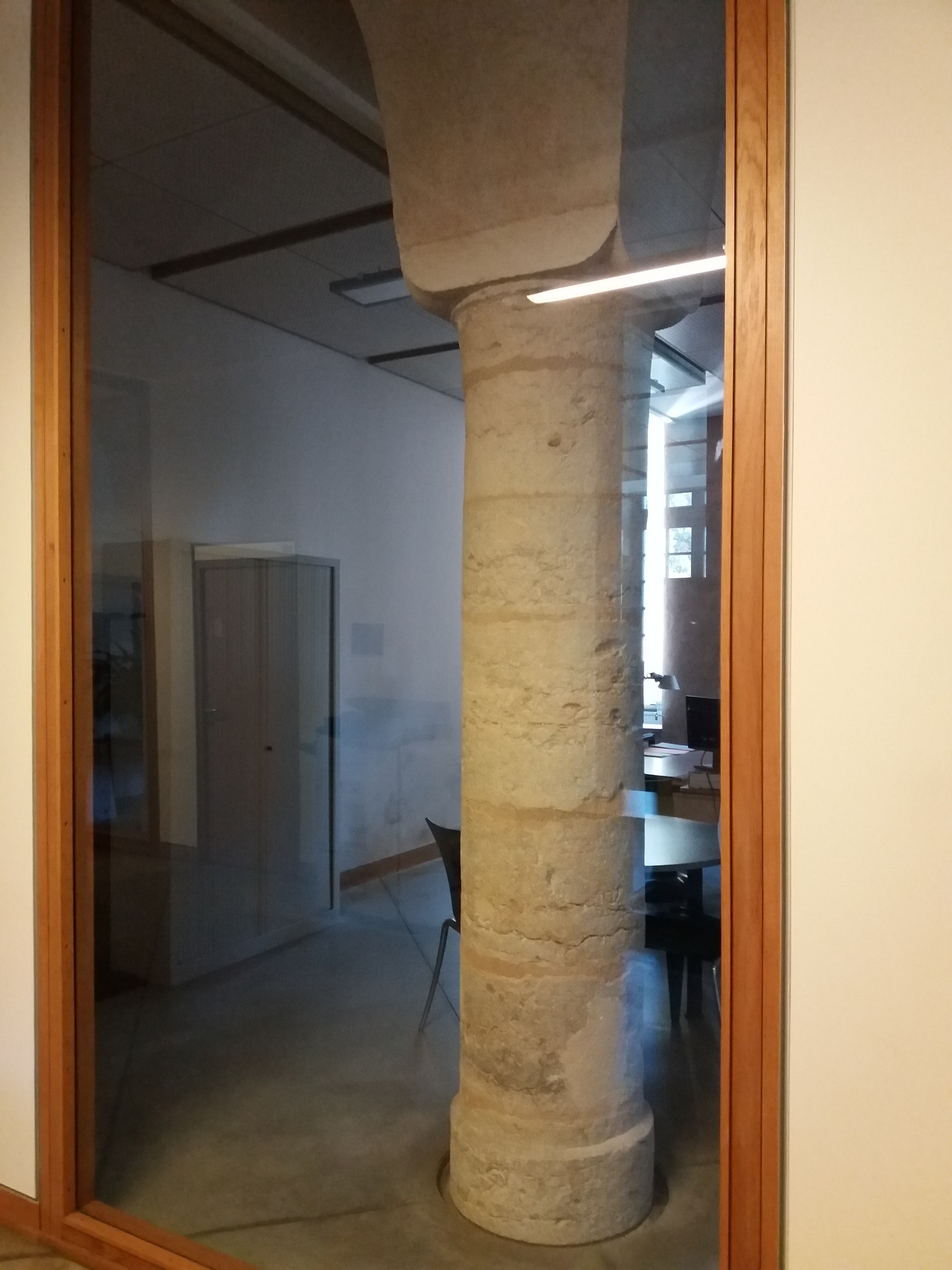
Colonne intégrée dans un bureau
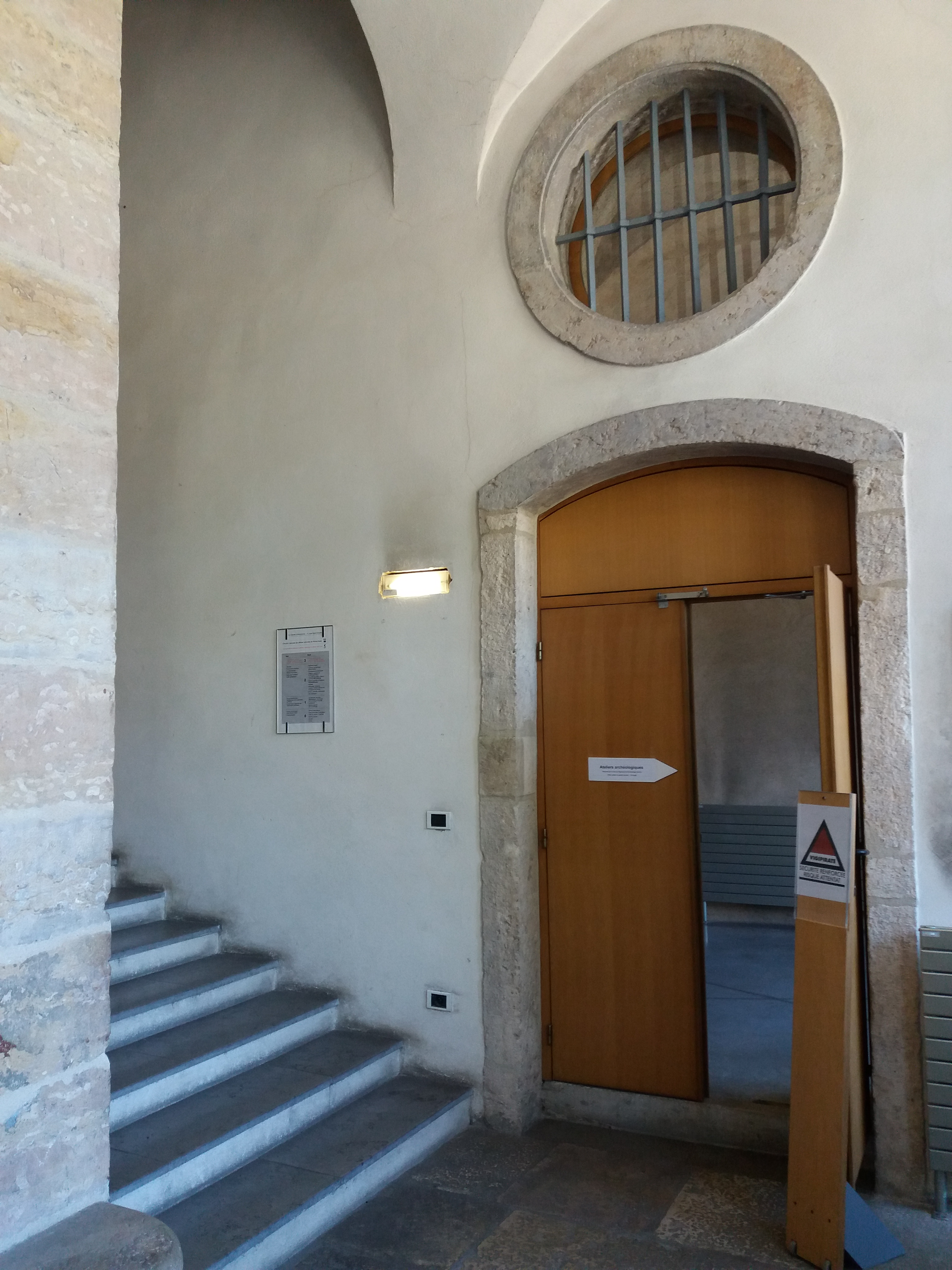
Porte d'étage
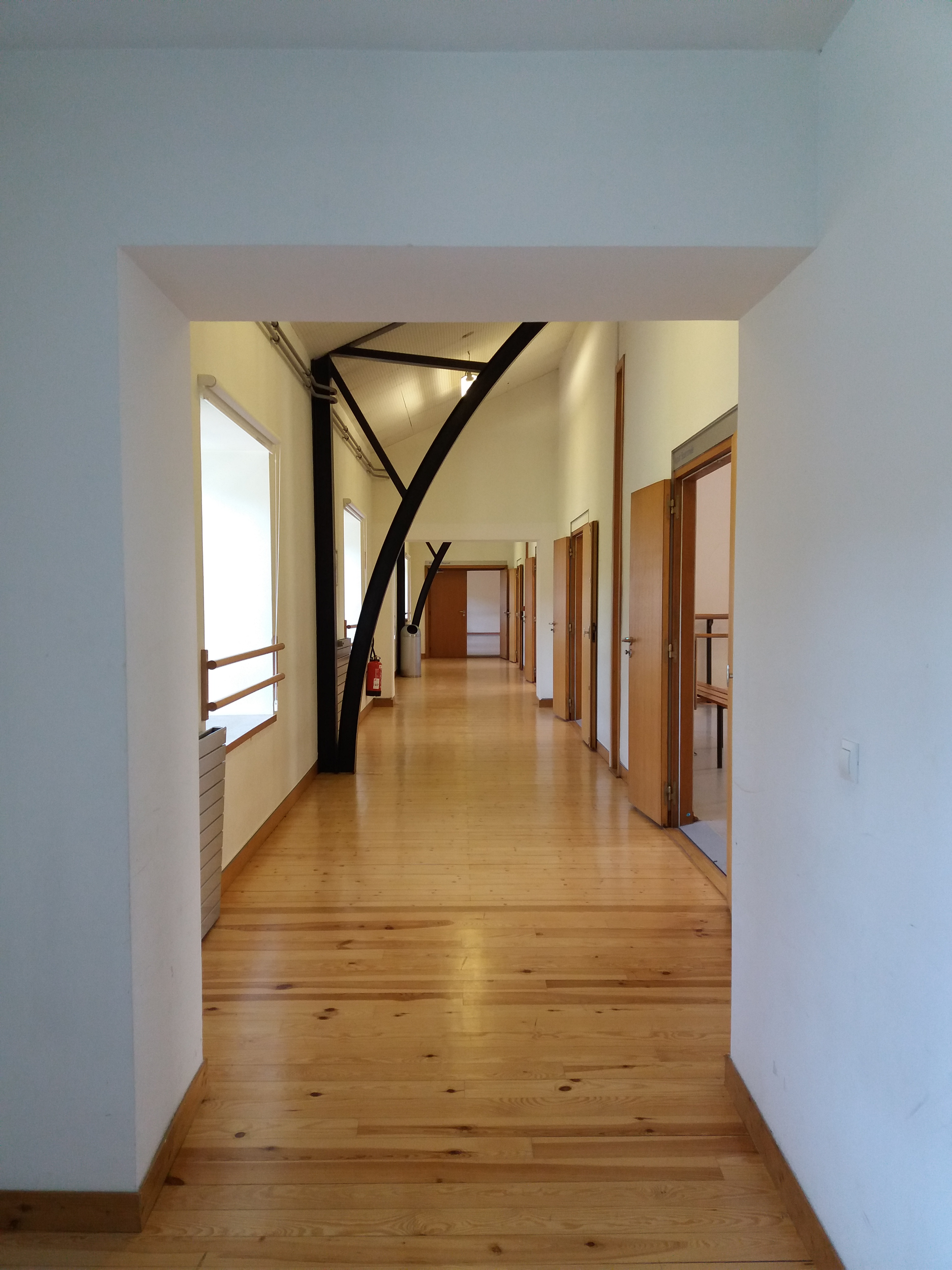
Couloir de l'école de danse
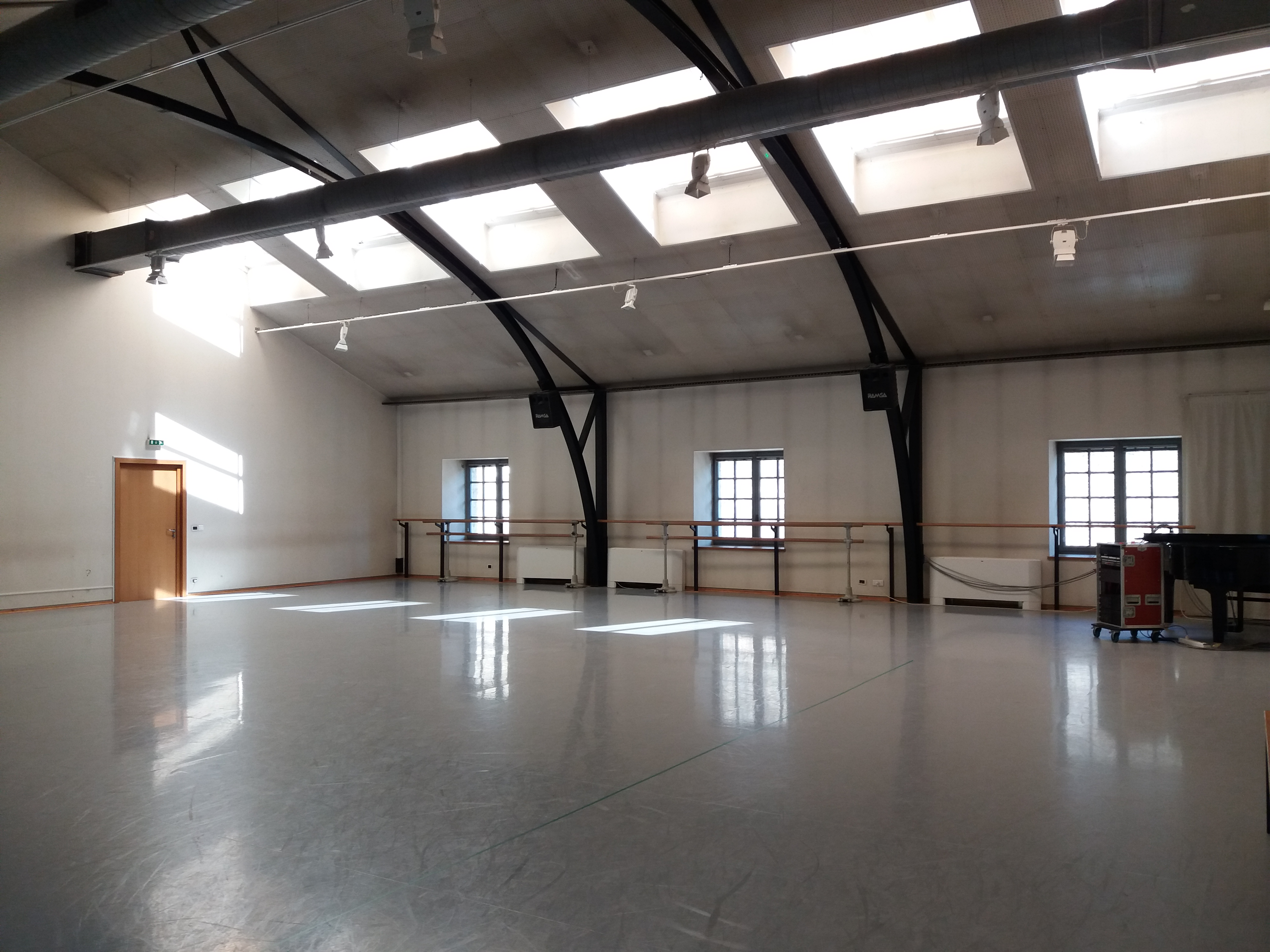
Salle de l'école de danse
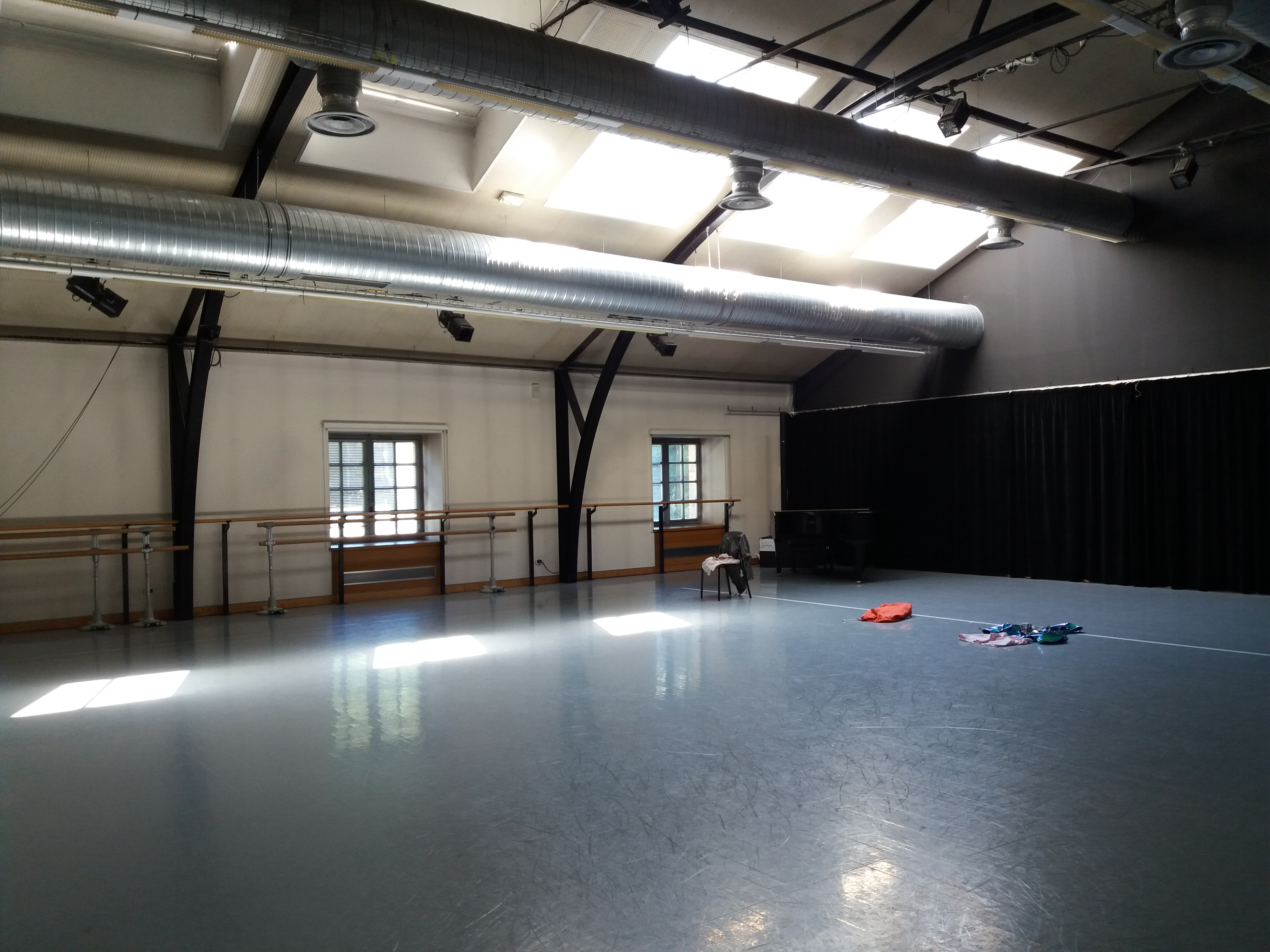
Salle de l'école de danse

Façade arrière actuelle
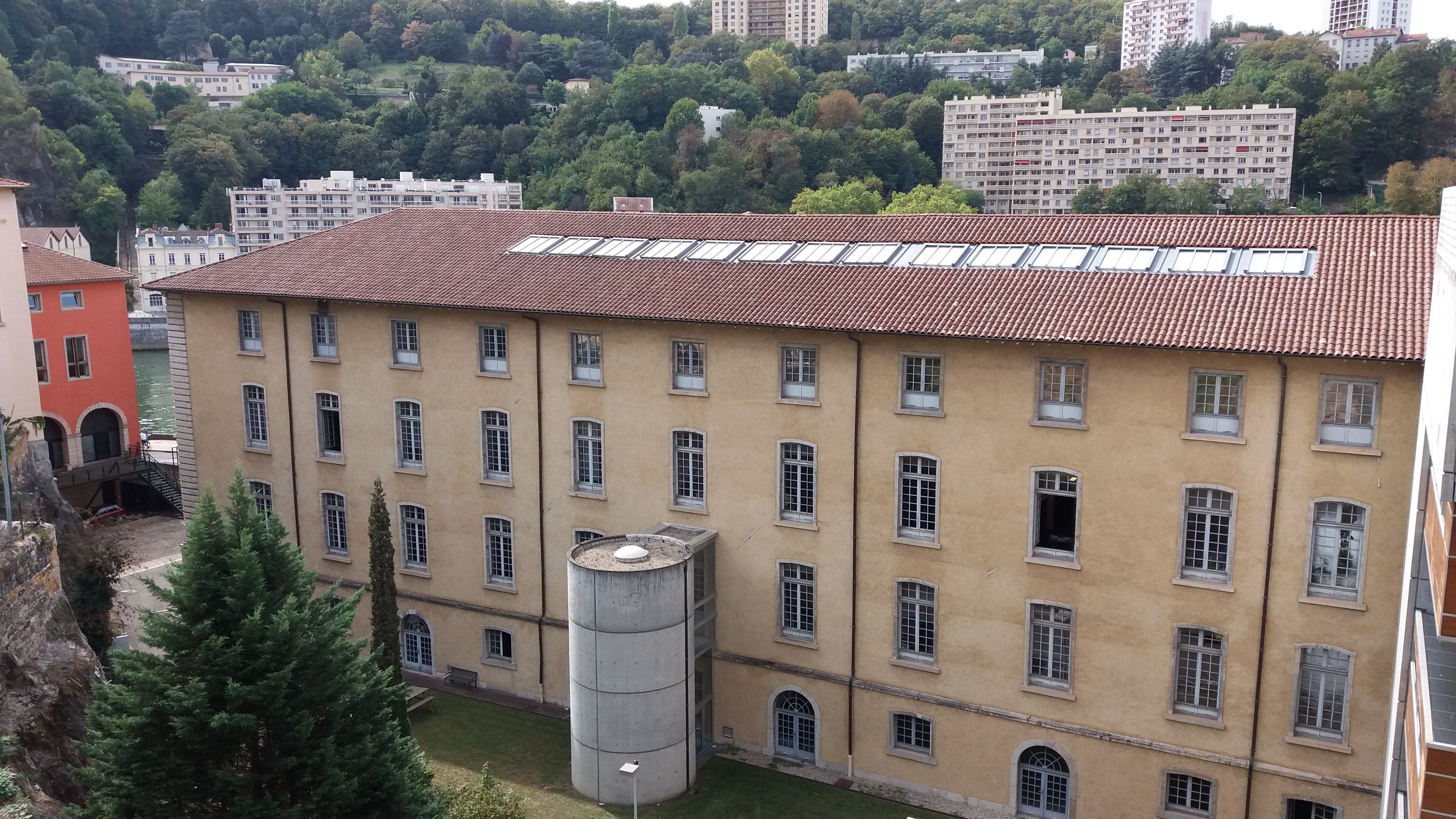
Côté sud
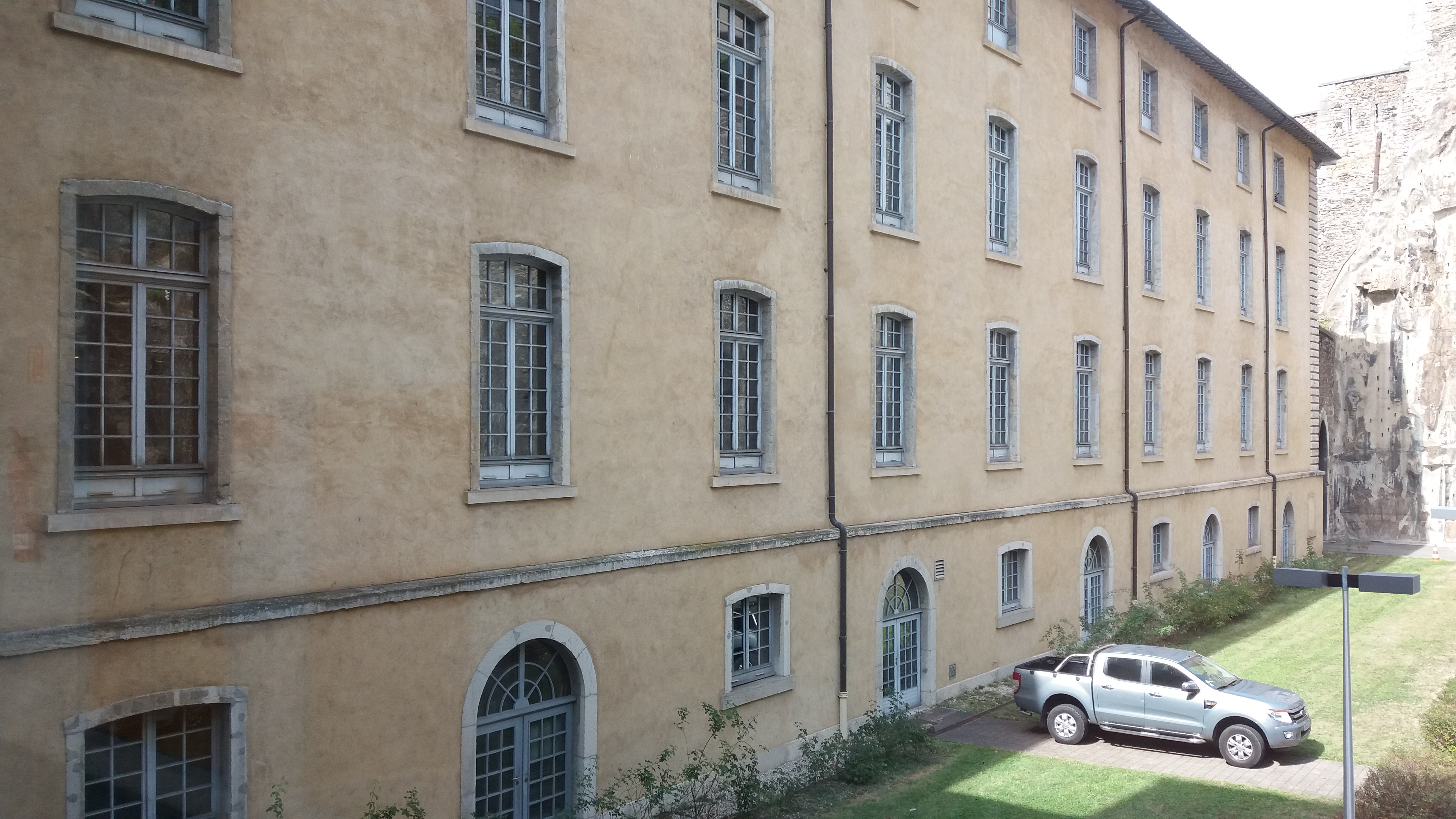
Côté nord